# Pura Besakih

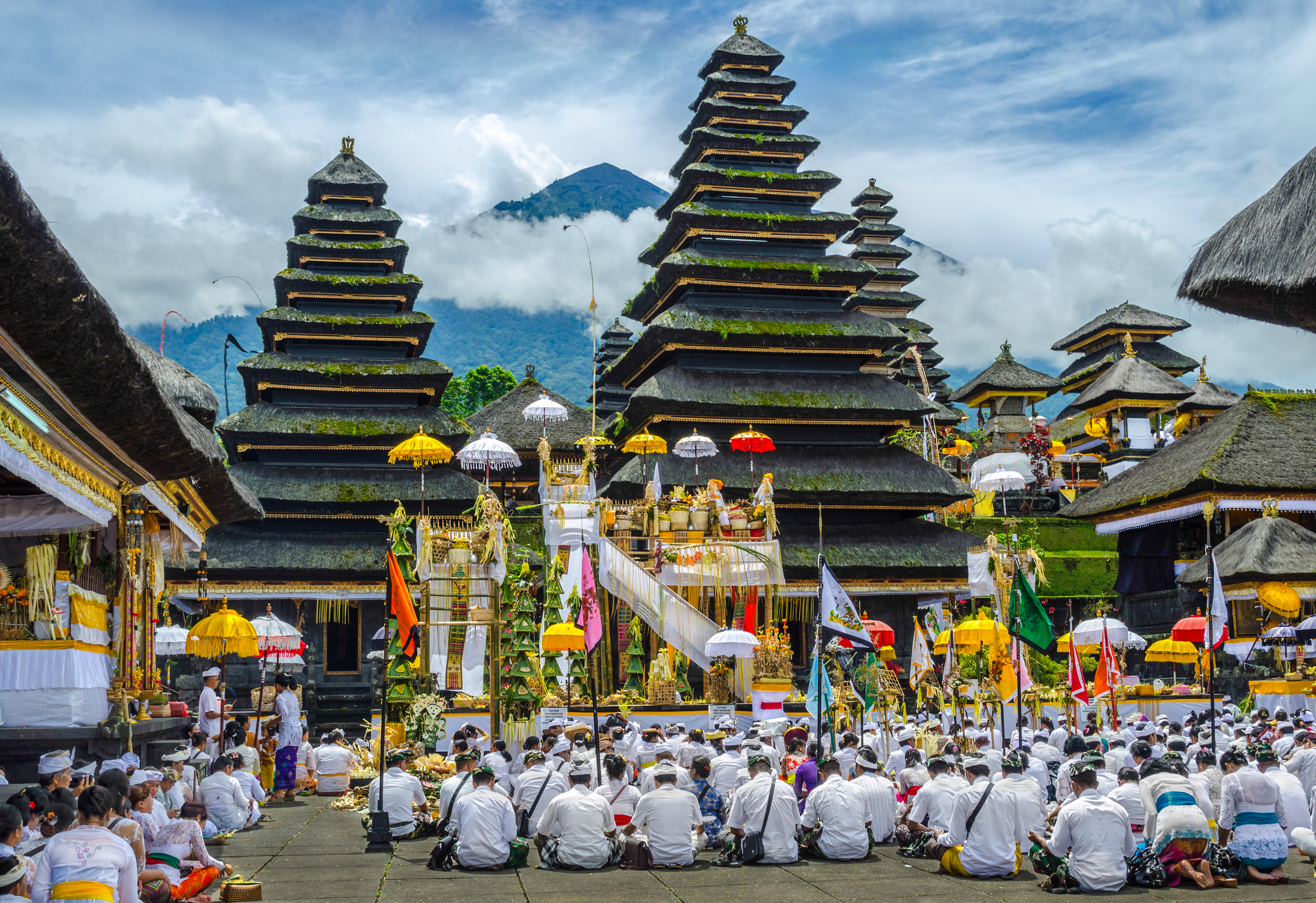
Puja Zeremonie am Pura Besakih

Pura Besakih ist das bedeutendste auf der Insel Bali gelegene hinduistische Heiligtum in Indonesien und „Muttertempel“ aller balinesischer Tempel. Der Tempel wurde vermutlich im 8. Jahrhundert gegründet und liegt auf rund 950 Meter Höhe am Südwesthang des Gunung Agung, einem nach wie vor aktiven Vulkan. Die Gesamtanlage besteht aus über 200 Gebäuden, zu denen mehrstufige Tempeltürme (meru), Schreine (pelinggih), offene Pavillons (bale) und weitere geschlossene Gebäude gehören. Die Fürstengeschlechter haben jeweils ihren eigenen Bezirk. Alle Dorfgemeinschaften verfügen innerhalb des weitläufigen Geländes über eigene Tempelbereiche oder Schreine, die jeweils von einer Mauer umgeben sind.

## Beschreibung

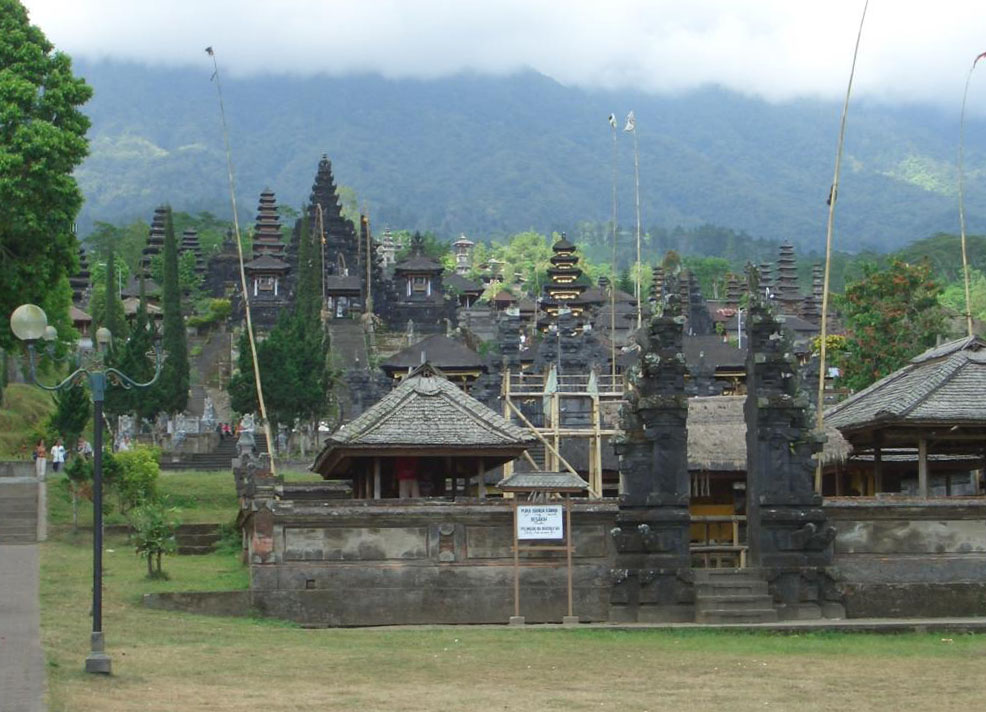
Die Tempelanlage Besakih

Heiligster der drei großen Tempelbezirke ist der Pura Panataran Agung Besakih im Zentrum, in dem der eine Gott Sanghyang Widhi Wasa nach der indischen Terminologie als Trimurti – das ist die Hindu-Göttertrinität Brahma-Shiva-Vishnu – verehrt wird.

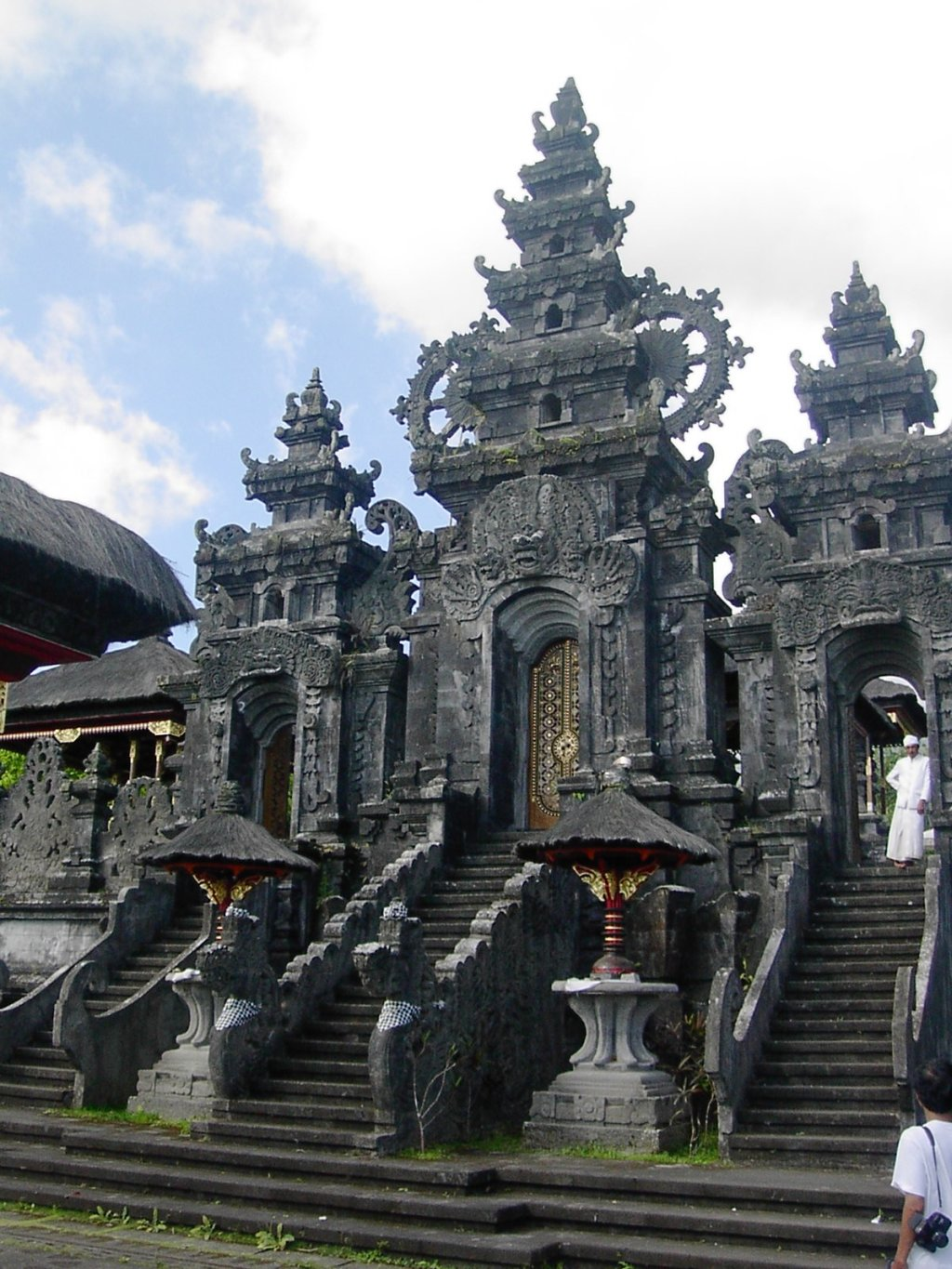
Für Ausländer verschlossenes Portal (kori agung) des mittleren Tempelbezirks

Einmal im Jahr findet bei Vollmond ein von vielen balinesischen Gläubigen besuchtes großes Fest in diesem Tempelkomplex statt, wenn die Rajas Balis erscheinen und ihren Vorfahren opfern. Alle hundert Jahre nach dem balinesischen Mondkalender feiert man hier außerdem das Eka Dasa Rudra, eine große Opferzeremonie, bei der das Universum symbolisch gereinigt wird.
Während des letzten Eka Dasa Rudra brach am 18. Februar 1963 der Gunung Agung aus. Weite Landstriche wurden verwüstet, über 1100 Menschen starben und 86.000 wurden obdachlos. Östlich der Tempelanlage kam ein heißer Schuttstrom (Lahar) herunter. Bei dem Ausbruch wurden am 18. Mai 1963 die meisten Gebäude durch ein Erdbeben zerstört; bereits zuvor waren Lapilli auf die Anlage niedergegangen.
Seit dem 19. Oktober 1995 steht Pura Besakih auf der Tentativliste als UNESCO-Welterbe, wurde aber bisher nicht in die UNESCO-Liste des Welterbes aufgenommen.